# Schloss Monheim

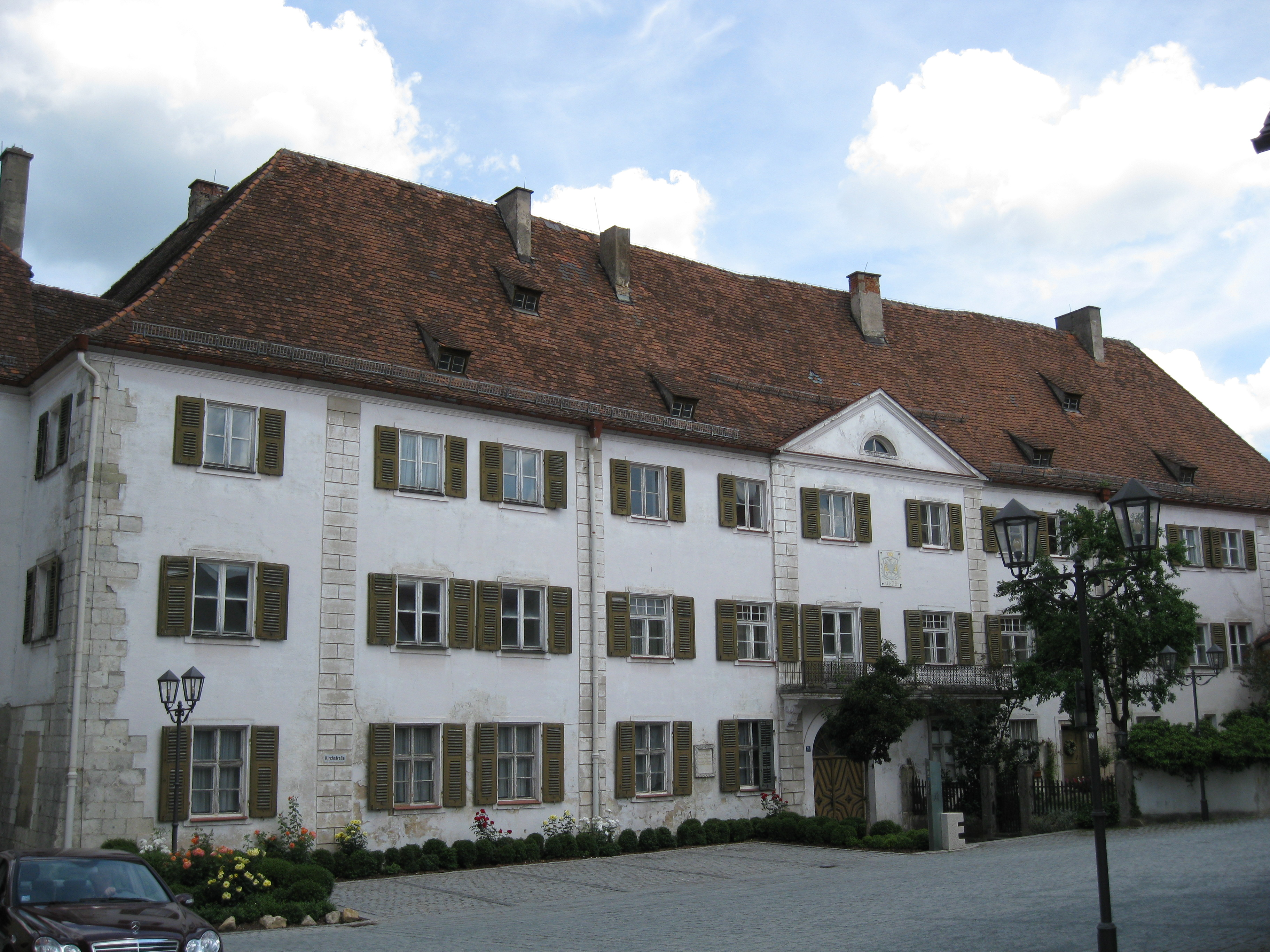
Schloss Monheim

Schloss Monheim ist ein ehemaliges Pflegeschloss in  der Stadt Monheim (Schwaben).

## Geschichte
1523 erfolgte die Verlegung des Landgerichtssitzes von Schloss Graisbach nach Monheim; für den pfalz-neuburgischen Pfleger und Landvogt des Pflegamts Graisbach-Monheim entstand in der Mitte des 16. Jahrhunderts das Schloss am nordöstlichen Ende des Straßenmarktes. Es diente als Sitz für das Land- und spätere Amtsgericht. 1957 wurde das Amtsgericht in Monheim aufgelöst.

## Architektur
Es handelt sich um eine dreigeschossige Zweiflügelanlage mit wenig vorkragendem übergiebelten Mittelrisalit, rustizierten Lisenen und auf Konsolen lastendem Balkon über dem Portal, der Nordflügel mit Hausteinrustika im Erdgeschoss, Gurtgesims und geschweiftem Zwerchgiebel über den ehemaligen Graben hinweggebaut. An der Fassade ist die Jahreszahl 1678 verzeichnet.